# Mîhailenkî, Ciudniv
Mîhailenkî (în ucraineană Михайленки) este un sat în așezarea urbană Velîki Korovînți din raionul Ciudniv, regiunea Jîtomîr, Ucraina.

## Demografie
Componența lingvistică a localității Mîhailenkî
     Ucraineană (97,43%)
     Rusă (2,57%)
Conform recensământului din 2001, majoritatea populației localității Mîhailenkî era vorbitoare de ucraineană (97,43%), existând în minoritate și vorbitori de rusă (2,57%).